# فيتور كاسترو دي سوزا
فيتور كاسترو دي سوزا (بالبرتغالية: Vitor Castro de Souza‏) هو لاعب كرة قدم برازيلي في مركز الهجوم، ولد في 27 فبراير 1988 في ريو دي جانيرو في البرازيل. لعب مع بوتافوغو ريغاتاس ونادي أوربرو ونادي بونتي بريتا.